# 扎斯京卡
49°28′14″N 25°43′27″E / 49.47056°N 25.72417°E
扎斯京卡（烏克蘭語：Застінка），是烏克蘭的村落，位於該國西部捷爾諾波爾州，由捷爾諾波爾區負責管轄，始建於1989年，面積1.39平方公里，海拔高度304米，2001年人口389，人口密度每平方公里279.9人。